# Eutelia purpureonigra
Eutelia purpureonigra är en fjärilsart som beskrevs av George Thomas Bethune-Baker 1906. Eutelia purpureonigra ingår i släktet Eutelia och familjen nattflyn. Inga underarter finns listade i Catalogue of Life.